# Nuno Resende
Nuno Guilherme de Figueiredo Resende, in arte Nuno Resende (Porto, 25 giugno 1973), è un cantante portoghese.

## Biografia

### Gli inizi
Nacque a Porto, il 25 giugno 1973, figlio unico, a 5 anni, viene iscritto alla Scuola Francese di Porto. A 12 anni, Nuno e la sua famiglia si trasferiscono in Belgio, dove, da appassionato pratica regolarmente attività sportiva. Nel 1985, viene ammesso alla Scuola Europea di Bruxelles. Partecipa a parecchi tornei, principalmente al Espérance tennis torneo. Tra 1993 e 1996, entra alla Scuola di Educazione fisica, dove segue corsi per ottenere il diploma di istruttore di ginnastica. Ma poi, decide di tentare una carriera musicale.
Dà vita a diverse band hard rock band e partecipa, nel 1997, alla trasmissione musicale, Pour la Gloire, trasmessa sul canale RTBF. Nel 1998, Alec Mansion crea un gruppo in cui fa parte Nuno : La Teu f. Nel 2000, il gruppo partecipa alla selezione belga per il Concorso Eurovisione della Canzone 2000 con la canzone Soldat de l'amour. Il gruppo viene eliminato in finale, separandosi poi nello stesso anno. 
Alec Mansion nota la qualità della voce di Nuno e lo convince, in Belgio, sia a partecipare a sessioni di cori che ad aderire a differenti progetti.
Nel 1999, il cantante recita la parte di Gontrand nel musical La Belle et la Bête. Nello stesso anno entra nel gruppo Apy e registra una ripresa di Banana Split di Lio.

### Dal musical all'Eurovision
Nel 2000, con lo pseudonimo Nuno, canta Allez, allez, allez, canzone ufficiale della squadra di calcio del Belgio soprannominata Les Diables rouges. Fino alla fine del 2002, Nuno Resende è una controfigura nel musical di Gérard Presgurvic, Romeo e Giulietta - Ama e cambia il mondo. Nel 2003, fa parte del musical Les Demoiselles de Rochefort.
Composta da Alec Mansion e Frédéric Zeitoun, Le grand soir è il titolo della canzone con la quale Nuno partecipa al Concorsi di l’Eurovision in 2005, per il Belgio dove arriva al 22º posto su 25.
Nel 2007, ottenne il ruolo da protagonista nel musical Aladin con Florence Coste sia al Palais des Congrès di Parigi che al Zéniths francese. Riceve una nomina ai Marius per la sua prestazione. Dal settembre 2008 al gennaio 2009, interpreta i ruoli di Roger e Dany nel musical Grease.

### Dal 2009 al 2012

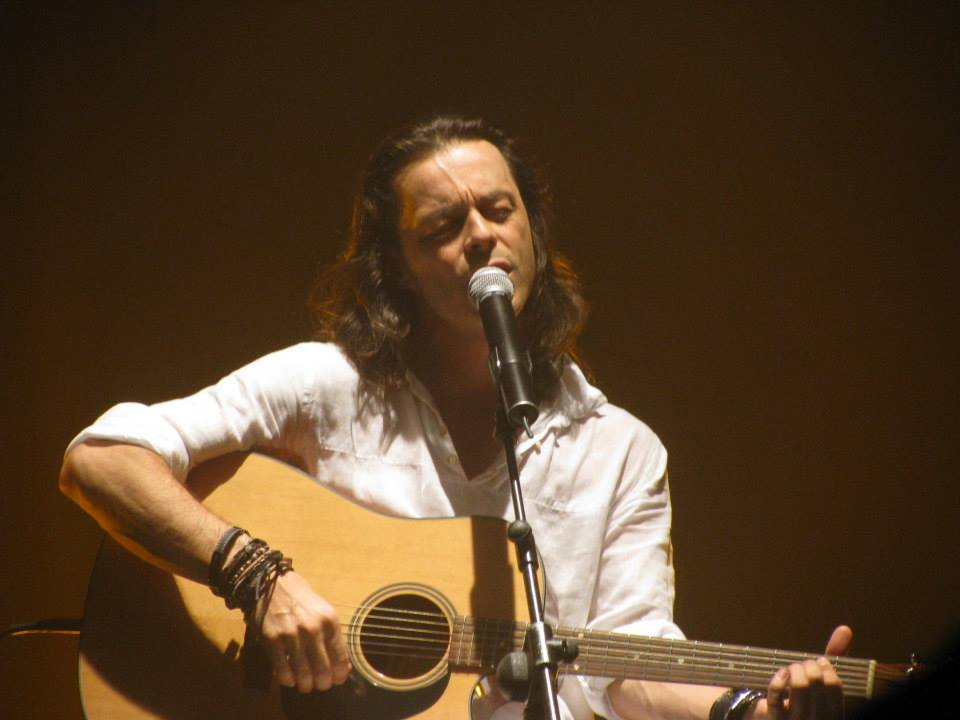
Nuno Resende

All'inizio dell'anno 2009, fa il suo ritorno integrando il casting per il musical Romeo e Giulietta dove è la controfigura di Roméo e Benvolio.
Dal 2009 al 2011, raggiunse il casting di Mozart, l'opéra rock, in quanto controfigura di Mikelangelo Loconte. Ebbe l'opportunità di recitare questa parte per la prima volta il 29 aprile 2010 per la prima rappresentazione a Bruxelles in Belgio.
Nel 2012, interpreta la parte di Snake nel musical Adam et Eve : La Seconde Chance di Pascal Obispo al Palais des sports di Parigi. Nell' ottobre 2012, recinta nel musical, Erzsébet,  ispirato dalla vita della famosa contesse ungherese, Erzsébet Báthory. Nuno interpreta il ruolo di Thurzo, l'amante di Elizabeth.

### Da The Voice ai Latin Lovers (2013-2014)
Nel 2013 fa parte del casting per la seconda serie di The Voice in Francia. Entra nella squadra di Florent Pagny giungendo in finale. Nel 2014, fa parte della band Latin Lovers con Julio Iglesias Jr e Damien Sargue. Interpreta Una storia importante di Eros Ramazzotti.

## Impegno nel sociale
Si impegna regolarmente in concerti di beneficenza. Nel 2013 ha cantato con Yannick Noah per l'associazione Les Enfants de la Terre..  Si è inoltre unito al gruppo di artisti Les grandes voix des Comédies Musicales chantent pour les enfants hopsitalisés, con – tra gli altri - Mikelangelo Loconte per il single Un faux départ.

## Musicales

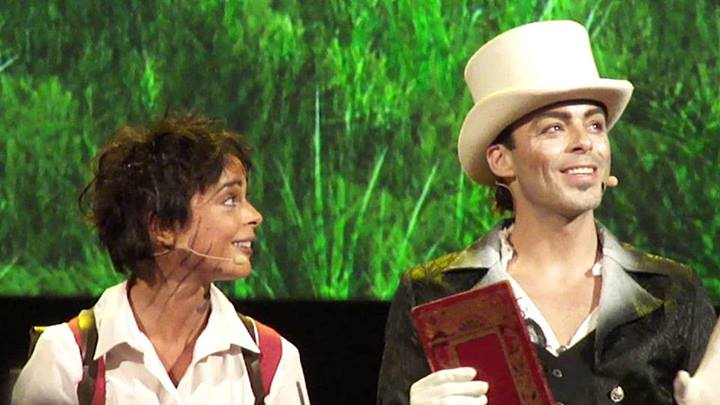
Vanessa Cailhol e Nuno Resende : Pinocchio, le spectacle musical (2013)

- 1999: La Belle et la Bête di Sylvain Meyniac - Belgio, Francia
- 2000-2002: Romeo e Giulietta - Ama e cambia il mondo di Gérard Presgurvic - Palais des congrès de Paris, girata
- 2003: Les Demoiselles de Rochefort di Michel Legrand e Alain Boublil - Lilla Grand Palais, Palais des congrès de Paris
- 2007-2009: Aladin di Jeanne Deschaux e Jean-Philippe Daguerre - Palais des congrès de Paris, girata
- 2008-2009: Grease di Jim Jacobs, Warren Casey e Stéphane Laporte - Théâtre Comédia de Paris, Palais des congrès de Paris
- 2009: Romeo e Giulietta - Ama e cambia il mondo di Gérard Presgurvic - Corea del Sud
- 2009-2011: Mozart, l'opéra rock di Dove Attia e Albert Cohen - Palais des sports de Paris, girata, Palazzo Omnisport di Parigi-Bercy
- 2012: Adam et Ève : La Seconde Chance di Pascal Obispo e Jean-Marie Duprez - Palais des sports de Paris
- 2012: Erzsebeth, le spectacle musical di Stéphane e Brigitte Decoster - Belgio
- 2013-2014: Pinocchio, le spectacle musical di Marie-Jo Zarb e Moria Némo - Théâtre de Paris, girata
- 2014: Salut les copains di Pascal Forneri - Folies Bergère, girata

## Discografia

### Album
- 1999: La Belle et la Bête
- 1999: La Teuf
- 2003: Les Demoiselles de Rochefort
- 2007: Aladin
- 2011: Adam et Ève: La Seconde Chance
- 2013: Erzsebeth, le spectacle musical
- 2013: Pinocchio, le spectacle musical
- 2014: Latin Lovers